# شركة سومبو القابضة
شركة سومبو هولدينغس هي شركة تأمينية يابانية تم تأسيسها في 1 أبريل 2010 من دمج (سومبو) اليابان ‏ مع شركة نيبونكو تأمين. تعتبر الشركة واحدة من ثلاثة شركات تأمين رئيسية في اليابان.  تتداول الشركة حاليًا في بورصة طوكيو المالية وهي مؤسسة مؤشر نيكاي 225 . 

## أنظر أيضاً
- سومبو اليابان نيبونكوا